# Батіг (притока Пруту)
Батіг — річка в Україні, що протікає у межах Віньковецької селищної громади Хмельницького району Хмельницької області. Права притока Пруту (басейн Дністра).

## Опис
Довжина річки приблизно 4 км.

## Розташування
Бере початок на заході від Пилипів-Олександрівських. Тече переважно на південний схід і у Великому Олександрові впадає у річку впадає у річку Прут, ліву притоку Ушиці.